# Fissistigma verrucosum
Fissistigma verrucosum (Hook.f. & Thomson) Merr. – gatunek rośliny z rodziny flaszowcowatych (Annonaceae Juss.). Występuje naturalnie w Indiach (w stanach Asam, Mizoram i Meghalaya), Bangladeszu oraz Mjanmie. 

## Morfologia
PokrójZimozielone i zdrewniałe liany. Młode pędy są owłosione.
LiścieMają kształt od podłużnego do podłużnie lancetowatego. Mierzą 9–13 cm długości oraz 2,5–4 cm szerokości. Są prawie skórzaste, owłosione od spodu. Nasada liścia jest zaokrąglona lub klinowa. Blaszka liściowa jest o ostrym lub spiczastym wierzchołku. Ogonek liściowy jest owłosiony i dorasta do 7–12 mm długości.
KwiatySą pojedyncze lub zebrane po kilka w pęczki, rozwijają się w kątach pędów. Mają bladożółtą barwę. Osiągają 15 mm długości. Wydzielają zapach. Działki kielicha mają owalny kształt, są owłosione od wewnętrznej strony i dorastają do 5–6 mm długości. Płatki mają kształt od trójkątnego do podłużnego i osiągają do 15–20 mm długości. Kwiaty mają owłosione słupki o podłużnie jajowatym kształcie i długości 2 mm.
OwoceZebrane w owoc zbiorowy o prawie kulistym kształcie. Są omszone. Osiągają 20–40 mm średnicy.

## Biologia i ekologia
Rośnie w wiecznie zielonych lasach. Kwitnie od kwietnia do lipca, natomiast owoce pojawiają się od października do stycznia.